# Rizvanbegovići
Rizvanbegovići su bošnjačka begovska obitelj iz Stoca, u Bosni i Hercegovini.

## Obiteljska povijest
Rizvanbegovići se prvi put spominju 1729. godine, a spominje se Osman-beg koji je došao na čelo Stolačke kapetanije u borbi s obitelji Šarić. Vjerojatno njegov sin je nastavio dinastiju, djelomično nevažni Mustafa kapetan. Njega je naslijedio Mehmed Hadžikapetan Zulfikar. On se ženio dva puta, oba puta s kćerkama sarajevskog kapetana Mehmedbega Babića. Iz prvog braka imao je sinove: Mustaj-bega koji je bio kapetan od 1802. – 1818. kad je zahvaljujući spletkama obitelji Šarić zbačen i protjeran i, Mehmed-bega koji je kapetanovao u Hutovu, a umro je 1831. Prvi sin iz drugoga braka je Omer-beg, inače muteselim Stoca, koji je za zasluge u slamanju prvog srpskoga ustanka dobio zvanje paše 1814. ali je kao silnik po sultanovom fermanu pogubljen u Beogradu 1818. godine. Drugi sin je Ali-aga, kasnije će postati vezir, a treći je Halil.
Mehmed Hadžikapetan Zulfikar se za života odrekao zvanja kapetana. Umro je 1805. godine. Zvanje kapetana prenio na Mustaj-bega, a između sinova podijelio svoje ogromno imanje. Po progonu Mustaj-bega na čelo Stoca dolazi Ali-aga. On i Mehmed-beg bili su neprijatelji, pa 1831. stariji polubrat podržava Husein-kapetana Gradaščevića. Kad u Velikom bosanskom ustanku dolazi do opsade Stoca, Ali-aga uspijeva obraniti grad, ali u tim bitkama gine njegov stariji polubrat. Na preporuku bosanskog vezira 1831. Ali Namik-paše, Ali-beg prvo postaje zamjenik vezira u Bosni, a po slamanju Husein-kapetana Gradaščevića, 1832. godine postaje vezir Hercegovine kao Ali-paša Rizvanbegović-Stočević. Dok je hercegovačkim vezirom bio Ali-paša Rizvanbegović (1833. – 1851.), Stolac i Hercegovina su dosta gospodarski napredovali. Rizvanbegovići su bili gradski kapetani Stoca od 1761. godine sve do 1835. kad je ukinut kapetanijski sustav.

## Vanjske poveznice
- Dinastija Rizvanbegović (1729. – 1851.)  Arhivirana inačica izvorne stranice od 20. rujna 2020. (Wayback Machine)